# Várzea dos Cavaleiros

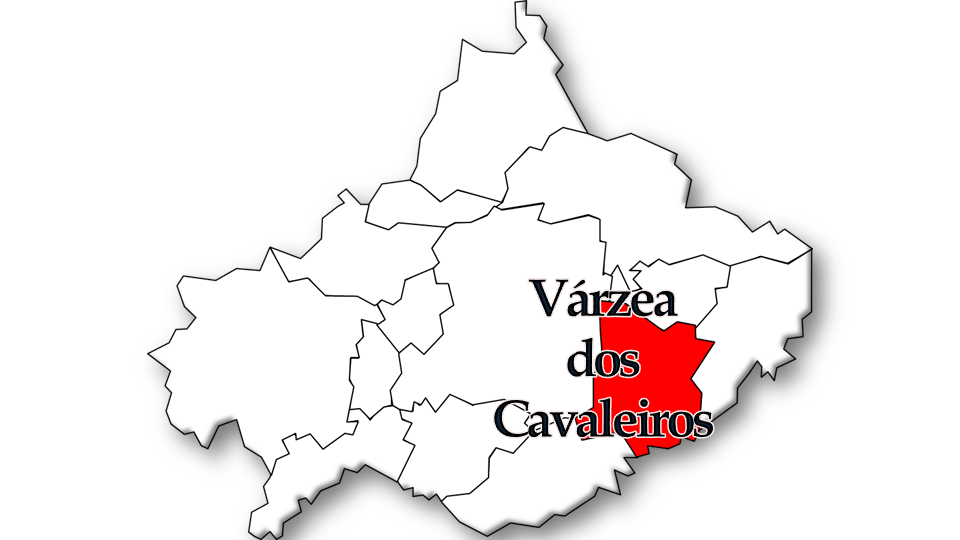
Localização da Freguesia de Várzea dos Cavaleiros no Município da Sertã

Várzea dos Cavaleiros é uma povoação portuguesa sede da Freguesia de Várzea dos Cavaleiros do Município da Sertã, freguesia com 34,51 km² de área e 627 habitantes (censo de 2021), tendo, por isso, uma densidade populacional de 18,2 hab./km².

## Demografia
A população registada nos censos foi:
| Distribuição da População por Grupos Etários | Distribuição da População por Grupos Etários | Distribuição da População por Grupos Etários | Distribuição da População por Grupos Etários | Distribuição da População por Grupos Etários |
| -------------------------------------------- | -------------------------------------------- | -------------------------------------------- | -------------------------------------------- | -------------------------------------------- |
| Ano                                          | 0-14 Anos                                    | 15-24 Anos                                   | 25-64 Anos                                   | > 65 Anos                                    |
| 2001                                         | 97                                           | 78                                           | 416                                          | 377                                          |
| 2011                                         | 71                                           | 64                                           | 345                                          | 340                                          |
| 2021                                         | 43                                           | 54                                           | 268                                          | 262                                          |

## Localidades
Além da sede, a Freguesia de Várzea dos Cavaleiros engloba as seguintes localidades ou lugares:
- Aldeia Velha
- Beirão
- Bouco
- Cabeço
- Casal da Serra
- Casalinho
- Corga do Moinho
- Entre a Serra
- Fontainhas
- Foz do Corga
- Hortas Cimeiras
- Isna de São Carlos
- Maljoga
- Mato Souto
- Maxial dos Hilários
- Moinho Branco
- Moinho do Cabo
- Mosteiro de São Tiago
- Outeirinho
- Outeiro
- Pisão
- Porto de Cavaleiros
- Póvoa
- Ribeiras Cimeiras
- Ribeiras Fundeiras
- Ribeiro do Beirão
- Sesmarias
- Sobral
- Vale da Junça
- Vale das Arrabaças
- Vale de Boais
- Vale do Pereiro
- Valongo

Antigos lugares: 
- Pedras Negras
- Pereiro
- Vilar Barroco

## Heráldica
A Ordenação heráldica do brasão foi publicada no Diário da República, III Série de 22 de março de 2000:
Escudo de verde, faixa ondada de prata e azul de três tiras, entre duas chaves, uma de ouro e uma prata, com os palhetões para cima, passadas em aspa e atadas de vermelho, em chefe e duas esporas antigas de prata, correadas de ouro, postas e alinhadas em faixa, em contra-chefe. Coroa mural de prata de três torres. Listel branco com a legenda a negro em maiúsculas: "Várzea dos Cavaleiros".

## Cultura
- Núcleo Museológico da Resina da Várzea dos Cavaleiros - dedica-se ao ciclo da extração da resina.

## Pontos de interesse
- Praia fluvial do Boçô, localizada na ribeira da Tamolha